# Luis Salas
Luis Salas Rodríguez es profesor universitario y político venezolano. Fue Vicepresidente de Economía Productiva de Venezuela.

## Vida
Se graduó como sociólogo en la Universidad Central de Venezuela. Realizó una maestría en Chile. Salas posee un magíster en Sociología del Desarrollo en América Latina, mención Cambio Social y Análisis Político, grado obtenido en la Escuela Latinoamericana de Estudios de Postgrado de la Universidad de las Artes y Ciencias Sociales.
Fue profesor de la asignatura Economía Política de la Universidad Bolivariana de Venezuela (UBV). Es el director y fundador del Centro de Estudios de la Economía Política de la UBV. Es investigador asociado de la Universidad Nacional Experimental de la Seguridad. Investigador Asociado de CLACSO UARCIS-ICAL, Chile. En septiembre de 2010 recibió el primer premio del II Concurso Internacional de Trabajos de Investigación sobre Economía Política y Derechos Humanos de la Universidad Popular de las Madres de la Plaza de Mayo, Argentina.
Entre su trabajo intelectual están los ensayos: Delitos de cuello blanco en Venezuela, Aproximaciones para una investigación cada vez más necesaria escrito en conjunto con Bárbara Corteza Calderón (2012) y Escritos desde la guerra económica (2014) en sus trabajos se puede leer:

La clase "empresarial" venezolana es una clase vividora y malcriada que a lo largo del tiempo se convirtió en un tumor económico que vive y subsiste de la renta petrolera y la expoliación del salario de los trabajadores y trabajadoras a través de la especulación.
22 claves para enfrentar y combatir la guerra económica

Para el 6 de enero de 2016 Nicolás Maduro lo designa como el nuevo ministro del Ministerio de Economía Productiva y Vicepresidente de Economía del gobierno venezolano.